# Riff und Raff im Weltkrieg
Riff und Raff im Weltkrieg ist eine US-amerikanische Stummfilmkomödie aus dem Jahr 1926 von A. Edward Sutherland mit Wallace Beery und Raymond Hatton in den Hauptrollen. Der Film wurde von Famous Players-Lasky produziert und basiert auf Kurzgeschichte The Spoils of War von Hugh Wiley.

## Handlung
Riff Swanson wird von dem Taschendieb Shorty McKee bestohlen und verfolgt ihn in die Bartlett-Cooper-Villa, wo Betty Bartlett-Cooper Soldaten für den Krieg in Frankreich rekrutiert. Betty überzeugt jeden von ihnen nacheinander, dass sie nur ihn liebt, und beide melden sich. Sie werden nach Frankreich geschickt und werden Freunde, die sich überhaupt nicht hervortun und ihre Zeit entweder im Wachhaus oder auf nutzlosen Patrouillen im Niemandsland verbringen. Nach dem Krieg kehren sie rechtzeitig in die Vereinigten Staaten zurück, um zu sehen, wie ihre gemeinsame Freundin den Sohn des Schiffszwiebackkönigs, Percy Brown, heiratet.

## Hintergrund
Im August 1925 wurde berichtet, dass Mildred Davis die Hauptrolle übernehmen würde, nachdem sie nach ihrer Heirat mit dem Schauspieler Harold Lloyd drei Jahre lang nicht mehr auf der Leinwand zu sehen war. Für Davis hatten sich Hugh Wiley, Regisseur Victor Fleming, Produktionsleiter Hector Turnbull und Garnett Weston, ein Drehbuchautor, der als leitender Redakteur fungieren sollte, entschieden. Ungefähr zwei Monate später wurde berichtet, dass Mildred Davis aufgrund von Terminkonflikten mit einer nicht näher genannten Produktion der Paramount, in der Davis die Hauptrolle spielen sollte, durch Mary Brian ersetzt worden sei. Kurze Zeit später hieß es, dass A. Edward Sutherland Victor Fleming als Regisseur ersetzt habe, da Fleming mehr Zeit für den Schnitt von Lord Jim brauchte. 
Die Hauptdreharbeiten begannen am 15. November 1925. Zusätzlich zu den Dreharbeiten in den Paramount-Studios in Hollywood wurden auch Außenaufnahmen im San Fernando Valley gemacht. Die Besetzung von Gertrude Astor und Louise Lorraine, wurde im Dezember 1925 bekannt gegeben. Lorraine wurde kurz darauf entlassen. Die Hauptdreharbeiten sollten ungefähr zu dieser Zeit abgeschlossen sein.
Der Film war der Start einer Zusammenarbeit zwischen Wallace Beery und Raymond Hatton als Komikerduo, das in Deutschland als Riff und Raff und in Österreich als Riff und Teddy bekannt wurde. In den Originalfassungen spielen die beiden Darsteller jedoch jeweils unterschiedliche Charaktere.

## Veröffentlichung
Die Premiere des Films fand am 7. Februar 1926 in New York statt. 1927 kam er in Österreich in die Kinos, u. a. unter dem Titel Riff und Teddy hinter der Front.

## Weitere Filme derRiff und Raff-Reihe
- 1926: Riff und Teddy bei der Marine (We're in the Navy Now)
- 1927: Riff und Raff bei der Feuerwehr (Fireman, Save My Child)
- 1927: Riff und Raff als Luftschiffer (Now We're in the Air)
- 1928: Riff und Raff als Frauenhelden (Wife Savers)
- 1928: Riff und Raff in der Unterwelt (Partners in Crime)
- 1928: Riff und Raff als Scharfschützen (The Big Killing)

## Kritiken
Mordaunt Hall von der The New York Times führte an, dass es lange Pausen zwischen den wirklich guten humorvollen Momenten gebe, wobei der Film einem wie eine Parodie von Die große Parade vorkomme. Der größte Teil des Spaßes werde mit der gepanzerten Faust erzeugt, was ein Nachteil des Films ist. So seltsam es auch erscheinen mag, der Witz in Die große Parade sei weitaus besser als alle komischen Stunts in dem vorliegenden Film. Der berühmte Experte für Filmschurken, Wallace Beery, konzentriere sich in diesem Film darauf, die Leute zum Lachen zu bringen, und das gelinge ihm mit Erfolg.

## Auszeichnungen
Der Film erhielt 1926 drei Photoplay Awards: die Produktion als bester Film des Monats April sowie Wallace Beery und Raymond Hatton als beste Darsteller des Monats April.